# Grande Prêmio da Austrália de 2001
Resultados do Grande Prêmio da Austrália de Fórmula 1 (LXVI Qantas Australian Grand Prix) realizado em Melbourne em 4 de março de 2001. Primeira etapa da campeonato, foi vencido pelo alemão Michael Schumacher, da Ferrari.

## Resumo
No primeiro dia de treinos livres, Michael Schumacher capotou na caixa de brita. O alemão freou forte demais, rodou, e sua Ferrari capotou após pegar uma saliência na caixa de brita. O piloto não se machucou.
Michael Schumacher, da Ferrari, que também largou na pole-position e marcou a volta mais rápida da prova, foi o vencedor, com 1.717 de vantagem para o segundo colocado, David Coulthard (McLaren-Mercedes). Rubens Barrichello (Ferrari) completou o pódio.
Esta prova foi marcada por um acidente entre Ralf Schumacher (Williams-BMW) e Jacques Villeneuve (BAR-Honda), cujo pneu de seu carro acertou o fiscal de pista Graham Beveridge, que não resistiu aos ferimentos. Sua morte foi a última na categoria até o Grande Prêmio do Canadá de 2013 quando outro fiscal, Mark Robinson, foi atropelado pelo trator que rebocava o carro de Esteban Gutiérrez.
Estreias de Fernando Alonso, Kimi Räikkönen, Juan Pablo Montoya e Enrique Bernoldi na categoria e reestreias de Tarso Marques e Olivier Panis.

## Classificação
| 1                        | 1  | Michael Schumacher    | Ferrari          | 1:26.892 | -       |
| 2                        | 2  | Rubens Barrichello    | Ferrari          | 1:27.263 | + 0.371 |
| 3                        | 3  | Mika Häkkinen         | McLaren-Mercedes | 1:27.461 | + 0.569 |
| 4                        | 11 | Heinz-Harald Frentzen | Jordan-Honda     | 1:27.658 | + 0.766 |
| 5                        | 5  | Ralf Schumacher       | Williams-BMW     | 1:27.719 | + 0.827 |
| 6                        | 4  | David Coulthard       | McLaren-Mercedes | 1:28.010 | + 1.118 |
| 7                        | 12 | Jarno Trulli          | Jordan-Honda     | 1:28.377 | + 1.485 |
| 8                        | 10 | Jacques Villeneuve    | BAR-Honda        | 1:28.435 | + 1.543 |
| 9                        | 9  | Olivier Panis         | BAR-Honda        | 1:28.518 | + 1.626 |
| 10                       | 16 | Nick Heidfeld         | Sauber-Petronas  | 1:28.615 | + 1.723 |
| 11                       | 6  | Juan Pablo Montoya    | Williams-BMW     | 1:28.738 | + 1.846 |
| 12                       | 18 | Eddie Irvine          | Jaguar-Cosworth  | 1:28.965 | + 2.073 |
| 13                       | 17 | Kimi Räikkönen        | Sauber-Petronas  | 1:28.993 | + 2.101 |
| 14                       | 22 | Jean Alesi            | Prost-Acer       | 1:29.893 | + 3.001 |
| 15                       | 14 | Jos Verstappen        | Arrows-Asiatech  | 1:29.934 | + 3.042 |
| 16                       | 8  | Jenson Button         | Benetton-Renault | 1:30.035 | + 3.143 |
| 17                       | 7  | Giancarlo Fisichella  | Benetton-Renault | 1:30.209 | + 3.317 |
| 18                       | 15 | Enrique Bernoldi      | Arrows-Asiatech  | 1:30.520 | + 3.628 |
| 19                       | 21 | Fernando Alonso       | Minardi-European | 1:30.657 | + 3.765 |
| 20                       | 23 | Gastón Mazzacane      | Prost-Acer       | 1:30.798 | + 3.906 |
| 21                       | 19 | Luciano Burti         | Jaguar-Cosworth  | 1:30.978 | + 4.086 |
| Limite de 107%: 1:32.974 |    |                       |                  |          |         |
| 22                       | 20 | Tarso Marques         | Minardi-European | 1:33.228 | + 6.336 |
| Fonte:                   |    |                       |                  |          |         |

## Corrida
| Pos.   | Nº | Piloto                | Equipe           | Voltas | Tempo              | Grid | Pontos |
| ------ | -- | --------------------- | ---------------- | ------ | ------------------ | ---- | ------ |
| 1      | 1  | Michael Schumacher    | Ferrari          | 58     | 1:38:26.533        | 1    | 10     |
| 2      | 4  | David Coulthard       | McLaren-Mercedes | 58     | + 1.717            | 6    | 6      |
| 3      | 2  | Rubens Barrichello    | Ferrari          | 58     | + 33.491           | 2    | 4      |
| 4      | 16 | Nick Heidfeld         | Sauber-Petronas  | 58     | + 1:11.479         | 10   | 3      |
| 5      | 11 | Heinz-Harald Frentzen | Jordan-Honda     | 58     | + 1:12.807         | 4    | 2      |
| 6      | 17 | Kimi Räikkönen        | Sauber-Petronas  | 58     | + 1:24.143         | 13   | 1      |
| 7      | 9  | Olivier Panis         | BAR-Honda        | 58     | + 1:27.050         | 9    |        |
| 8      | 19 | Luciano Burti         | Jaguar-Cosworth  | 57     | + 1 volta          | 21   |        |
| 9      | 22 | Jean Alesi            | Prost-Acer       | 57     | + 1 volta          | 14   |        |
| 10     | 14 | Jos Verstappen        | Arrows-Asiatech  | 57     | + 1 volta          | 15   |        |
| 11     | 18 | Eddie Irvine          | Jaguar-Cosworth  | 57     | + 1 volta          | 12   |        |
| 12     | 21 | Fernando Alonso       | Minardi-European | 56     | + 2 voltas         | 19   |        |
| 13     | 7  | Giancarlo Fisichella  | Benetton-Renault | 55     | + 3 voltas         | 17   |        |
| 14     | 8  | Jenson Button         | Benetton-Renault | 52     | Pane elétrica      | 16   |        |
| Ret    | 6  | Juan Pablo Montoya    | Williams-BMW     | 40     | Motor              | 11   |        |
| Ret    | 12 | Jarno Trulli          | Jordan-Honda     | 38     | Embreagem          | 7    |        |
| Ret    | 3  | Mika Häkkinen         | McLaren-Mercedes | 25     | Suspensão/Acidente | 3    |        |
| Ret    | 5  | Ralf Schumacher       | Williams-BMW     | 4      | Acidente           | 5    |        |
| Ret    | 10 | Jacques Villeneuve    | BAR-Honda        | 4      | Acidente           | 8    |        |
| Ret    | 20 | Tarso Marques         | Minardi-European | 3      | Bateria            | 22   |        |
| Ret    | 15 | Enrique Bernoldi      | Arrows-Asiatech  | 2      | Spun-off           | 18   |        |
| Ret    | 23 | Gastón Mazzacane      | Prost-Acer       | 0      | Freios             | 20   |        |
| Fonte: |    |                       |                  |        |                    |      |        |

## Tabela do campeonato após a corrida
| Pos.   | Piloto                | Pontos |
| ------ | --------------------- | ------ |
| 1      | Michael Schumacher    | 10     |
| 2      | David Coulthard       | 6      |
| 3      | Rubens Barrichello    | 4      |
| 4      | Nick Heidfeld         | 3      |
| 5      | Heinz-Harald Frentzen | 2      |
| Fonte: |                       |        |

| Pos.   | Construtor       | Pontos |
| ------ | ---------------- | ------ |
| 1      | Ferrari          | 14     |
| 2      | McLaren-Mercedes | 6      |
| 3      | Sauber-Petronas  | 4      |
| 4      | Jordan-Honda     | 2      |
| Fonte: |                  |        |

- Nota: Somente as primeiras cinco posições estão listadas.